# Episodi de Il giovane ispettore Morse (quinta stagione)
La quinta stagione della serie televisiva de Il giovane ispettore Morse, composta da 6 episodi, è stata trasmessa sul canale inglese ITV dal 4 febbraio all'11 marzo 2018. In Italia è stata trasmessa su Giallo dal 30 aprile al 4 giugno 2023.
| n° | Titolo originale | Titolo italiano | Prima TV originale | Prima TV Italia |
| -- | ---------------- | --------------- | ------------------ | --------------- |
| 1  | Muse             | La musa         | 4 febbraio 2018    | 30 aprile 2023  |
| 2  | Cartouche        | Il cartiglio    | 11 febbraio 2018   | 7 maggio 2023   |
| 3  | Passenger        | Passeggero      | 18 febbraio 2018   | 14 maggio 2023  |
| 4  | Colours          | La bandiera     | 25 febbraio 2018   | 21 maggio 2023  |
| 5  | Quartet          | Quartetto       | 4 marzo 2018       | 28 maggio 2023  |
| 6  | Icarus           | Icaro           | 11 marzo 2018      | 4 giugno 2023   |

## La musa
- Titolo originale: Muse
- Diretto da: Brady Hood
- Scritto da: Russell Lewis

### Trama
Ad Oxford nell'aprile 1968 avviene l'omicidio di un certo Joey Sykes. Thursday lo identifica prima di chiunque altro: era un piccolo criminale, pugile, che ha visto combattere alcune volte a livello locale. Gli hanno sparato tre volte e poi gli è stata conficcata nell'orecchio una punta di metallo. Il sovrintendente Bright teme che si tratti di lotte intestine criminali che tentano di trarre vantaggio dall'attuale ristrutturazione delle forze di polizia. Morse, promosso a sergente, alloggia con Strange e gli è stato affiancato, con suo disappunto (preferisce lavorare da solo), il nuovo e giovane impertinente agente George. La figlia di Thursday nel frattempo è tornata in città, dopo aver lasciato il suo fidanzato violento e dopo aver subito un aborto per essere caduta. Un'indagine nell'appartamento di Sykes rivela una valigia piena di riviste porno e di contatto con prostitute. Quella stessa notte, un paio di professori sventano accidentalmente un tentativo di furto con scasso al "Lonsdale College", nell'edificio è custodito un uovo Fabergé dal valore inestimabile che viene messo all'asta dal Lonsdale College stesso. Nel frattempo il professor Robin Grey si appresta a prendere contatti con una prostituta, sua vecchia conoscenza, ma poco dopo viene trovato brutalmente assassinato e l'unico indizio è una donna con un impermeabile bianco. Successivamente Simon Lake, amico di Grey, che detiene l'uovo nella sua cassaforte, viene trovato decapitato. Morse osserva che sia Grey che Lake erano clienti abituali della stessa prostituta, ma l'efferatezza degli omicidi non fa pensare, al momento, all'opera di una donna. Morse indirizza quindi i suoi sospetti su un gruppo di professori del college chiamato "The Berserkers Club", di cui facevano parte sia Gray che Lake. La loro ultima grande festa, l'addio al celibato di Grey, si era trasformata in un festino a luci rosse dove una ragazza era stata brutalmente violentata.

## Il cartiglio
- Titolo originale: Cartouche
- Diretto da: Andy Wilson
- Scritto da: Russell Lewis

### Trama
Maggio 1968: Quando Ronald Beavis, un ex detective della polizia, viene trovato morto dalla padrona di casa dopo aver visto una replica di "The Pharaoh's Curse" al cinema Roxy, le circostanze inizialmente suggeriscono una morte naturale, il cuore e il fegato del defunto erano in cattive condizioni, come scopre DeBryn quando esegue l'autopsia, ma qualcosa non sembra del tutto convincente. Morse scopre una matrice di un biglietto per il Roxy Cinema tra gli effetti personali del morto e si dirige lì per indagare. Viene così a sapere che Beavis era un appassionato di cinema dell'orrore. Il fulcro della stagione è una presentazione di gala in onore della leggendaria star Emil Valdemar, che sta girando un nuovo film horror ambientato nel misterioso Egitto a Oxford. Il proprietario del cinema, Armand De Vere, non è di grande aiuto nelle indagini e Morse non ha peraltro alcuna fortuna con Pop Gallo, proprietario del caffè dove Beavis era stato visto prima della sua morte. Gallo e sua figlia Giulia sembrano inoltre spaventati da qualcosa, che non hanno però intenzione di rivelare al giovane sergente. Quando il rapporto tossicologico rivela che Beavis è morto per avvelenamento da stricnina, l'indagine assume una nuova fase. Una conversazione con l'organista del cinema Leslie Garnier rivela che Beavis aveva avuto un incontro con qualcuno la notte della sua morte. Le indagini indicano che la vita del morto era più complicata di quanto non sembrasse a prima vista. Dopo il suo ritiro dalla polizia, questo aveva lavorato al museo Pitt Rivers per l'archeologo egiziano Dr Shoukry, un uomo appassionato della conservazione della sua antica cultura e profondamente sospettoso dell'imperialismo britannico. L'eredità del colonialismo è uno dei temi principali di questo episodio, con attacchi incendiari contro asiatici e kenioti che si sono rivelati motivo di grande preoccupazione per Thursday e il sovrintendente capo Bright, entrambi temono che le tensioni razziali stiano aumentando a Oxford. Il proprietario degli edifici incendiati è il criminale Eddie Nero, che tra l'altro riscuote il pizzo dal proprietario del caffè Gallo, e le crescenti preoccupazioni di Thursday sul potenziale di una guerra tra bande a Oxford minacciano guai per il futuro. Nel frattempo Joan, avendo lavorato part-time presso il Centro di consulenza pubblica preso di mira dai teppisti razzisti, si reca alla stazione di polizia per testimoniare. Mentre è lì, incontra suo padre, che evita da quando è tornata a Oxford, i due hanno una conversazione imbarazzante, la riconciliazione è ancora lontana. Morse sta conducendo le proprie indagini quando incontra casualmente un'affascinante ragazza che girovaga per la città e con la quale la sera ha un rapporto intimo. La mattina dopo si reca con l'auto a prendere Thursday e fa la conoscenza dei loro ospiti appena giunti, il fratello minore Charlie, sua moglie Paulette e la loro figlia Carol, cugina di Joan, che tra l'altro era la ragazza conosciuta la sera prima. A Morse viene richiesto di accompagnare la giovane in un giro turistico per la città. Successivamente, come fonte alternativa di intrattenimento per la serata, le propone il cinema Roxy, dove vi è la presentazione di gala, che si rileverà un punto di osservazione ideale per Morse, assistendo all'avvelenamento dell'organista Garnier e alla consegna a Valdemar di un sinistro e minaccioso antico oggetto egizio. Morse crede che Valdemar fosse la vittima designata e con Thursday si precipita a salvarlo in un cinema dato alle fiamme da De Vere per favorire la speculazione immobiliare di Eddie Nero  e smascherare l'assassino di Beavis e Garnier senza poter impedire che l'usciere che voleva vendicarsi di Emil Valdemar suo ufficiale durante la prima guerra mondiale uccida prima De Vere per poi morire avvolto dalle fiamme.

## Passeggero
- Titolo originale: Passenger
- Diretto da: Jim Field Smith
- Scritto da: Russell Lewis

### Trama
Giugno 1968 - La scomparsa di Frances Porter sembra inizialmente essere un comune caso di persone scomparse; Morse rassicura Noel, il marito e la sorella Jilly, dicendo che la maggior parte di questi casi si risolve rapidamente e felicemente. La signora Porter, tuttavia, si rivela sfuggente e la visita di Morse alla boutique in cui lavorava la ragazza non fornisce alcun indizio a parte che Frances era l'amante di un uomo di nome Don. Anouska, l'assistente alle vendite, rivela anche che la sua collega aveva preso in prestito un paio di scarpette rosse a tallone libero ed un cappello, dal negozio per un appuntamento con quest'uomo. Quando Don viene finalmente individuato, questi dichiara che Frances si faceva passare per sua sorella per evitare che la loro relazione venisse scoperta. Indagando, Morse si reca alla piccola stazione ferroviaria dove Frances era stata vista prima della sua scomparsa. Il ferroviere addetto non gli è però d'aiuto, ma fa la conoscenza di un tale, che si rivela un appassionato di ferrovie maniacale, assiduo frequentatore della stazione, al corrente di ogni particolare riguardante viaggiatori e orari dei treni. Morse segue allora a piedi il percorso del treno nel tentativo di trovare indizi, si ritrova così in una vicina stazione in disuso nella quale al suo interno fa la triste scoperta del corpo di Frances, strangolata e senza le scarpe. L'ispettore capo Thursday, il sergente Strange e l'agente Fancy arrivano sulla scena mentre il patologo DeBryn esegue un esame preliminare del corpo. La giornalista Frazil, giunta sul posto, cattura l'attenzione di Morse e Thursday, ponendo indizi approfonditi sulla somiglianza del caso con l'omicidio ancora irrisolto dell'adolescente Linda Gresham, trovata anch'essa strangolata e senza le scarpe, avvenuto nel 1964. Thursday è cauto nel saltare alle conclusioni, ma Morse inizia a chiedersi se a Oxford non vi fosse all'opera un predatore seriale. Un altro omicidio è sotto inchiesta, anche se le circostanze sono molto diverse. Si tratta di un vecchio trafficante, nero di colore, di lotti di alcolici rubati che viene trovato brutalmente assassinato. Giunti sul luogo, un camionista ivi presente fa infuriare Thursday con la sua consueta brutalità nel cercare di reperire indizi utili. La promozione di Thursday a ispettore capo ha portato però dei cambiamenti di responsabilità e persino il sovrintendente capo Bright non può impedire che questo caso venga affidato ai due boriosi investigatori esterni, specializzati in rapine, Box e Dawson. Il futuro della polizia, come Box informa, riguarderà i risultati piuttosto che le procedure, per ora però prevalgono i vecchi metodi e quando Box si rende artefice nella stazione di polizia, di fronte a tutti, di un maleducato abuso sessista nei confronti della graziosa agente Trewlove, questo scatena l'ira di Thursday, che violentemente affronta Box. Nel frattempo anche Anouska, la collega assistente alle vendite di Francis, viene trovata strangolata, ma questa volta le scarpe non le vengono tolte come era accaduto prima, questo mette a dura prova l'abilità di Morse che alla fine riuscirà però a smascherare il diabolico piano dei veri assassini delle due ragazze e, nel corso delle sue indagini, anche l'autore del precedente omicidio dell'adolescente Linda Gresham.

## La bandiera
- Titolo originale: Colours
- Diretto da: Robert Quinn
- Scritto da: Russell Lewis

### Trama
Luglio 1968 - Un dibattito sul rimpatrio degli immigrati stanziali attira un vasto pubblico nella sua battaglia retorica tra la simpatizzante nazionalista Lady Bayswater e l'attivista contro il razzismo Marcus. La figlia dell'ex leader dell'Unione britannica dei nazionalisti viene aggredita dallo studente manifestante Kit Hutchens che viene presto arrestato per le sue azioni. Morse e la nuova fidanzata Claudine, l'affascinante fotografa francese conosciuta alla festa di Joan, vengono coinvolti nella rissa, ma non si lasciano rovinare la giornata da questi eventi. Altrove, un servizio fotografico da modella in una vicina caserma dell'esercito è fonte di grande eccitazione per le giovani reclute, tra cui nientemeno che Sam, il figlio di Thursday, che fa un gradito ritorno con i suoi dopo una lunga assenza. L'affascinante modella Jean Ward cattura l'attenzione di Sam, con cui il giovane militare intrattiene un breve flirt, di fatto solo un bacio che la ragazza gli porge. Quando però la giovane scompare dopo la fine delle riprese, viene intrapresa una febbrile ricerca che porta alla triste scoperta del suo corpo proprio da parte di Sam. Il patologo DeBryn rivela che la ragazza è stata pugnalata al cuore durante un attacco alle spalle, stringendo nelle mani un distintivo di un berretto, apparentemente appartenente al soldato Oswald. La contrapposizione dello spensierato servizio fotografico delle modelle con lo spargimento di sangue, rivela con i risultati dell'autopsia che Jean aveva assunto un cocktail di droghe, come nota tristemente DeBryn. Thursday è turbato nell'apprendere dell'omicidio e del flirt avuto da suo figlio con la ragazza e vorrebbe assumersi il caso, ma il sovraintendente capo Bright lo ritiene personalmente troppo coinvolto e suggerisce di inviare Morse a indagare. Le cose si complicano presto quando emerge che Jean è in realtà Moira, figliastra di Charity Mudford, altrimenti nota come Lady Bayswater. Jean, era un tipo di ragazza disinvolta e spregiudicata e non lesinava ammiccamenti con chi gli andava a genio, aveva avuto dei brevi flirt con Oswald e con l'eccentrico storico militare Rex Laidlaw, che di fatto era rimasto turbato e ossessionato dalla ragazza. Credendo che Oswald sia stato incastrato, Morse nel corso delle sue indagini viene attaccato dal colonnello McDuff, un ex eroe di guerra, ora un imprevedibile ubriacone. A seguito di un secondo omicidio, il fotografo delle modelle, Morse sospetta che uno degli ufficiali avesse un legame con il passato di Jean, ma scopre che l'esercito fa di tutto per mettere a tacere il caso.

## Quartetto
- Titolo originale: Quartet
- Diretto da: Geoffrey Sax
- Scritto da: Russell Lewis

### Trama
È estate inoltrata a Oxford, tempo di picnic, risate e pigri pomeriggi in riva al fiume. Essendo gli anni '60, in piena guerra fredda, è anche il momento per un periodo di Giochi senza frontiere, noto come It's a Knockout. L'organizzatore Fancy riesce a convincere Morse a sostituirlo nella gigantesca e allegra corsa podistica. La giornata finisce però per essere memorabile per motivi molto più cupi; il concorrente della Germania occidentale crolla a terra, apparentemente per un colpo di calore, proprio mentre un ragazzino si accascia in agonia tra la folla, mentre sua madre grida aiuto. Entrambi sono stati vittima dei colpi sparati da un fucile. Il concorrente tedesco è morto, ma il patologo DeBryn riesce a far trasportare in ambulanza al pronto soccorso lo sfortunato fanciullo ancora vivo. Il sospetto cade rapidamente sul concorrente svizzero che è scomparso, sostituito da un uomo chiamato Verfelli, con un breve preavviso. Morse si dirige all'hotel dove alloggia Verfelli per trovare risposte, solo per scoprire il cadavere dell'uomo infilato in un armadio. Diventa presto evidente che questo omicidio è stato commesso per facilitare l'omicidio del tedesco. Il sovraintendente capo Bright riceve l'ordine dai servizi segreti di non occuparsi del caso, ma Morse continua ad indagare di nascosto e riesce così a entrare in contatto con agenti del Secret Intelligence Service che gli raccomandano però di non proseguire nelle sue ricerche, perché ciò potrebbe mettere a repentaglio la sua stessa vita. Il giovane detective, memore della promessa fatta alla madre del piccolo ferito di assicurare alla giustizia il responsabile, è però determinato con la sua perspicacia e testardaggine a consegnare ai servizi segreti il colpevole, destreggiandosi, non senza pericoli, tra i conflitti esistenti tra il Secret Intelligence Service e gli agenti del KGB.

## Icaro
- Titolo originale: Icarus
- Diretto da: Geoffrey Sax
- Scritto da: Russell Lewis

### Trama
Il sovraintendente capo Bright informa tutto il personale che il commissariato cittadino di Cowley è destinato ad essere chiuso e che a breve ognuno riceverà la comunicazione della nuova destinazione. Anche per questo Thursday medita di andare in pensione. Il professor Ivory, insegnante presso il collegio di Coldwater, scompare misteriosamente e due poliziotti che stanno indagando sul caso muoiono in un incidente d'auto. Per indagare sulla scomparsa, Morse viene incaricato di prendere il ruolo di docente, al posto di Iron. Lo accompagna l'agente Trewlove, che impersona sua moglie. Nel frattempo la squadra continua ad indagare sui traffici del boss Nero e sulla guerra fra bande che è in corso in città. Durante un regolamento di conti fra le due bande rivali, rimane ucciso il giovane poliziotto George. DeBryn scopre che i proiettili che lo hanno colpito non provengono da nessuna delle armi che erano presenti alla sparatoria. Charlie Thursday informa il fratello di aver perso tutti i soldi che lui gli aveva prestato. Questa notizia sconvolge Win Thursday che, per questo, decide di lasciare il marito. Morse va a trovare Joan Thursday.